# Josef Dancinger
Josef Dancinger (8. července 1924 Moravské Budějovice – 18. listopadu 1977 Brno) byl český (resp. moravský) římskokatolický duchovní, perzekvovaný v době komunistického režimu.

## Životopis
Po maturitě absolvoval teologické učiliště v Brně, kněžské svěcení přijal 16. dubna 1950 v brněnské katedrále. Poté musel nastoupit na vojenskou službu k PTP. Po jejím skončení nastoupil jako kaplan v Lomnici u Tišnova, v letech 1954–1967 působil v Brně jako dómský farář, vikář a konzistorní rada na Petrově. Od roku 1967 byl farářem farnosti v Brně-Židenicích. Uvolnění politických poměrů využil zejména k práci s mládeží. Jeho závěrečným kněžským působištěm byla řečkovická farnost. Zemřel náhle při výkonu kněžské služby v brněnském krematoriu.
| „ | Byl jako dobré víno - po celý život zrál. Vždy byl skvělým kazatelem a obětavým zpovědníkem. Jeho rané působení bylo ale charakteristické také velkou přísností, s níž plnil kněžské povinnosti a totéž rázně vyžadoval u druhých. Ne vždy proto zpočátku nacházel přímou cestu k srdcím lidí, zejména těch mladších. On se však poctivě snažil poznávat sebe i ostatní, duchovně růst a zdokonalovat. | “ |